# Санґара
Санґара (*д/н — бл. 848 до н. е.) — цар міста-держави Каркемиш близько 880—848 роках до н. е.

## Життєпис
Походження достеменно невідоме. За однією версією був нащадком або іншим родичем царя Катуви, за іншою — представником знатного військового стану. В будь-якому разі повалив родича Катуви — Сухі III — і заснував власну династію.
Уже 876 року до н. е. (за іншою хронологією — 870 до н. е.) стикнувся з ассирійським вторгненням на чолі з царем Ашшур-назір-апалом II. Санґара швидко визнав зверхність останнього, погодившись сплачувати данину та надавати війська ассирійцям.
У 862 році до н. е. уклав союз із Хаяну, царем Самала, Суппілуліумою I, царем Паттіни та Агуні, царем Біт-Адіні, спрямований проти ассирійців. Спочатку вдалося досягти низки успіхів у позбавленні ассирійського гніту. Проте вже 858 року до н. е. новий ассирійський цар Шульману-ашаред III завдав поразки коаліції на території Самалу. Втім Санґара продовжив спротив до 857 року до н. е., коли ассирійці захопили та знищили важливе місто Санзара. Цар Каркемиша знову визнав владу Ассирії та погодився на сплату данини (20 талантів червоно-фіолетової вовни, 500 одягу і 5000 овець). 
У 853 році до н. е. в ассирійських аналах зафіксовано черговий факт сплати данини Санґарою. В цей час утворилася нова антиассирійська коаліція. Проте цар Каркемишу разом з царствами Північносхідної Сирії не наважився виступити проти Ассирії. Навіть після Першої битві при Каркарі залишився вірним ассирійцям.
849 року до н. е. Каркемиш уклав союз з Гадрамою, царем Біт-Аґуші. Але швидко зазнав поразки від ассирійців. Втім 848 року до н. е. союзники знову повстали. У відповідь ассирійське військо сплюндрувало 97 містечок і поселень Каркемиша. Але зумів зберегти трон. Того ж року відома його військова кампанія проти царств Хамат і Арам. Трон перейшов до Ісарвіламуви.